# Olvir Rosta
Olvir Rosta (nórdico antiguo: Ölvir Rósta, y Ölvir Þorljótsson), también conocido como Aulver Rosta, fue un guerrero vikingo de las Orcadas a principios del siglo XII y personaje histórico de la saga Orkneyinga. Su apodo nórdico rósta, significa motín, trifulca. La saga lo describe como «el más alto de los hombres y de fuertes extremidades, poderoso y un gran luchador».
Ölvir aparece en la saga nórdica como hijo de Þorljót el Vigoroso, y Steinnvör la robusta. La madre de Steinnvör era Frakokk Moddansdatter, a quien se describe como una de las más viles de toda la saga. Una hermana de Frakökk, Helga, es concubina del jarl Haakon Paulsson. Parte de la saga explica como las Orcadas fueron gobernadas en diarquía por primera vez, en manos de —Haraldr Hákonsson y Páll Hákonsson, ambos hijos del jarl Haakon. 
A la muerte de Harald, hijo de Helga, la familia de Frakökk pierde los favores y se ven obligados a abandoner las Orcadas. Frakökk conspira con el padre del jarl Rögnvald Kali Kolsson, y acuerdan planear tomar el poder de las Orcadas a la fuerza y compartir el territorio. Frakökk y Ölvir se dirigen finalmente a Suðreyjar, en un intento de ganar la mitad del territorio, pero su pequeña flota es derrotada en batalla naval contra las naves del jarl Paul. La saga menciona que Ölvir mató a Óláfr Hrólfsson caudillo de las Orcadas que luchó contra él en la batalla, quemándole en su hacienda; Sweyn Asleifsson, el hijo del caudillo, cegado por la venganza, sigue las pistas Ölvir y Frakökk hasta su hogar en Sutherland. Tras una breve batalla, los hombres de Ölvir huyen y Frakökk muere quemada en su casa. Ölvir escapa de la escena y no se vuelve a saber de él.

## Escocia
Se ha relacionado a Ölvir con diferentes lugares en la zona de Sutherland en Escocia, algunas de ellas llevan su nombre. Algunos historiadores han sugerido que Ölvir Rosta pudo ser el ancestro de uno o dos clanes familiares de la isla de Lewis en las Hébridas. En 1962 una piedra rúnica se descubrió en las Hébridas interiores donde aparecía el nombre Ölvir, lo que sugiere cierta relación entre la persona mencionada y su presunto antepasado con el mismo nombre:
William Matheson (1977) sugirió que Ölvir Rosta pudo ser otro personaje en la región, Ölvir Snoice, ancestro del Clan MacLeod. No obstante, Morrison (1986) y Sellar (1998) rechazaron la sugerencia.
| Idioma          | Inscripcíon, transliteración y traducción                     |
| --------------- | ------------------------------------------------------------- |
| Latín           | kali᛫auluis᛫sunr᛫laþi᛫stan᛫þinsi᛫ubir᛫fukl᛫bruþur [᛫sin]      |
| Nórdico antiguo | Kali Ölvissonr lagþi stein þenna yfir Fugl broður [sinn]      |
| Español         | Kali, hijo de Ölvir, levantó esta piedra para Fugl su hermano |

Varios hermanos de Ölvir aparecen en la saga: Magnús, Ormr, Moddan, Eindriði; y una hermana llamada Auðhildr. El historiador Gareth Williams sugiere que la familia de Ölvir es la raíz de una poderosa dinastía vikinga del mar de Irlanda, entre los más representativos resalta Óttar quien gobernó el reino de Dublín en 1142.

## Saga Orkneyinga

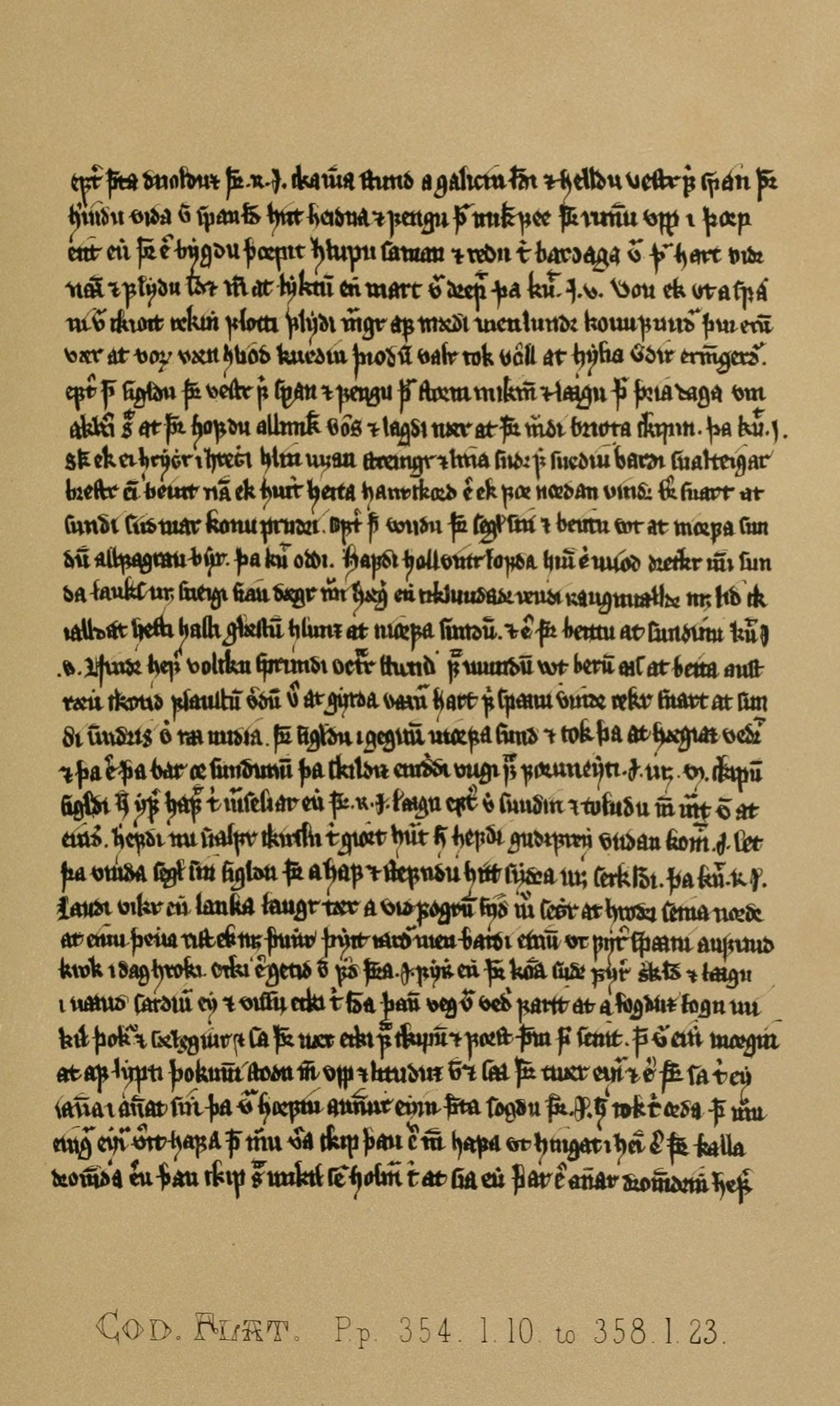
Una página del capítulo 93 de la saga Orkneyinga, parte del manuscrito del Flateyjarbók.

La saga Orkneyinga es la principal fuente de información sobre la figura de Olvir. Según los historiadores, su contenido se basa en diversas fuentes de tradición oral, poesía escáldica y diverso material escrito. La versión original finaliza con el capítulo de la muerte Sweyn Asleifsson, enemigo de Ölvir y Frakökk. Es una saga considerada bastante veraz en los acontecimientos que cita. Por otro lado, aunque Sweyn Asleifsson no hubiera existido como tal, es bastante posible que el histórico personaje fuera una persona real con un perfil distinto que la mostrada en la saga.